# Никий
Никий (греч. Νικίας; приблизительно 475/470 — 413 год до н. э., Сиракузы) — афинский государственный деятель и военачальник. Принадлежал к незнатной семье из сельского дема. Использовал своё огромное богатство (вероятно, унаследованное от отца) для исполнения общественных повинностей и благодаря своей щедрости стал со временем популярным политиком. На передний план Никий выдвинулся после смерти Перикла (429 год до н. э.). Он руководил умеренно демократическим крылом и противстоял радикальным демократам во главе с Клеоном, а во внешней политике выступал за прекращение Пелопоннесской войны. Тем не менее, командуя афинскими войсками в качестве стратега, Никий одержал ряд побед и зарекомендовал себя как осторожный полководец, не знающий поражений. После смерти Клеона он добился заключения мирного договора, получившего его имя. В 415 году до н. э. выступил против планов Сицилийской экспедиции, которые отстаивал Алкивиад, но проиграл и был назначен против своей воли одним из трёх командующих (наряду с Алкивиадом и и Ламахом). Первый из его коллег был отозван, второй погиб, так что Никий получил единоличное командование, хотя не верил в успех. Два года он осаждал Сиракузы. Довольно долго афиняне были близки к победе, но после того, как Спарта прислала их врагам помощь, потерпели поражение. В 413 году до н. э. афинская армия полностью погибла, Никий попал в плен и был казнён. 

## Происхождение и ранние годы
Никий был сыном Никерата из аттического дема Кидантиды. Другой надёжной информации о предках политика в сохранившихся источниках нет: эта семья не отличалась знатностью и явно не принадлежала к родовой аристократии (евпатридам). Правда, Диоген Лаэртский, описывая события рубежа VII—VI веков до н. э., пишет, что во время моровой болезни в Аттике, когда Пифия велела афинянам «очистить» город, они «послали корабль с Никием, сыном Никерата, на Крит за Эпименидом». Судя по совпадению имени и патронима, этот Никий должен считаться прямым предком более позднего. Исследователи по-разному относятся к данным, изложенным у Диогена: одни полагают, что этот эпизод выдумал сам Никий, чтобы преувеличить свою знатность, другие — что Диоген перепутал два очищения Аттики, рубежа VII—VI веков и начала 420-х годов до н. э. Наконец, согласно третьей версии, Никий-предок действительно существовал. Подтверждением тому могут быть упоминания в источниках критянина Никия из Гортины и афинянина Никия, сына Эпименида, указывающие на наличие старых ксенических и проксенических связей между семьёй Никия, сына Никерата, и аристократической семьёй с Крита, к которой, возможно, принадлежал жрец и поэт Эпименид.
В какой части Аттики находился дем Кидантиды, к которому был приписан Никий, точно неизвестно. Однако он относился к срединной триттии филы Эгеиды, а значит, был сельским демом, довольно удалённым от Афин. Это дополнительный аргумент в пользу того, что семья Никия не принадлежала к общеполисной элите: она могла занимать ведущие позиции в своей местности, и только Никий предпринял усилия, чтобы выйти на новый уровень. В этом ему должно было помочь колоссальное по древнегреческим меркам состояние, созданное, по-видимому, его отцом благодаря разработке Лаврийских рудников. У Никерата было в общей сложности трое сыновей — Никий, Евкрат и Диогнет, причём второй и третий родились значительно позже первого (возможно, от другой матери, не обладавшей афинскими гражданскими правами).
Дата рождения Никия неизвестна. Благодаря диалогу Платона «Лахет» ясно, что Никий был старше Сократа, родившегося в 469 году до н. э., но не более, чем на 10 лет. Отсюда предполагаемые даты — середина 470 годов до н. э., 470 год. О жизни Никия до 420-х годов до н. э. сохранившиеся источники не сообщают практически ничего. Известно, что Никерат разделил состояние между сыновьями и что Никий в результате оказался одним из богатейших людей в Аттике и даже во всей Греции; Лисий ставит его на второе место после баснословного богача Каллия, сына Гиппоника, и оценивает его имущество в по крайней мере сто талантов («и большая часть его… в наличных деньгах»). Никию принадлежало множество рабов (по данным Ксенофонта и Афинея, возможно, завышенным, — тысяча), которых он через посредника сдавал в аренду за обол в день. Таким образом Никий получал стабильный доход наличными, необходимый для политического возвышения.
В эту эпоху для завоевания славы и престижа наиболее состоятельные граждане принимали на себя литургии — общественные повинности, налагавшиеся на них в пользу государства. Блистательные литургии Никия затмевали другие щедростью и тонким вкусом. Таким образом он завоёвывал любовь народа. Это было ему необходимо в борьбе с демагогом Клеоном, его политическим противником. В противоположность ему, Никий не занимался демонстративной демагогией в угоду народу, а исполнял литургии. Клеон тоже их исполнял, но для него это было не главным, а для Никия — главным или одним из главных.

## Архидамова война

Карта Греции к началу Пелопоннесской войны (431 г. до н. э.)

Несмотря на такие черты характера, как необщительность, нерешительность, излишнее благочестие, Никий является одним из самых видных греческих полководцев второй половины V века до н. э. Он занимал должность стратега ещё во времена Перикла и вместе с ним, но стал известным и авторитетным полководцем на первом этапе Пелопоннесской войны, известном как Архидамова война. Своё название эта война получила по имени спартанского царя Архидама II. В то же время, Никий, в противоположность Клеону, был сторонником прекращения войны со Спартой и заключения мирного договора.
Однако поскольку Афины вели военные действия, ему приходилось участвовать в войне и принимать на себя командование войсками в качестве стратега. В 420-х годах Никий был стратегом шесть или семь лет подряд. Командуя армией, Никий старался не ввязываться в рискованные операции и давать сражение только тогда, когда был уверен в собственной победе.

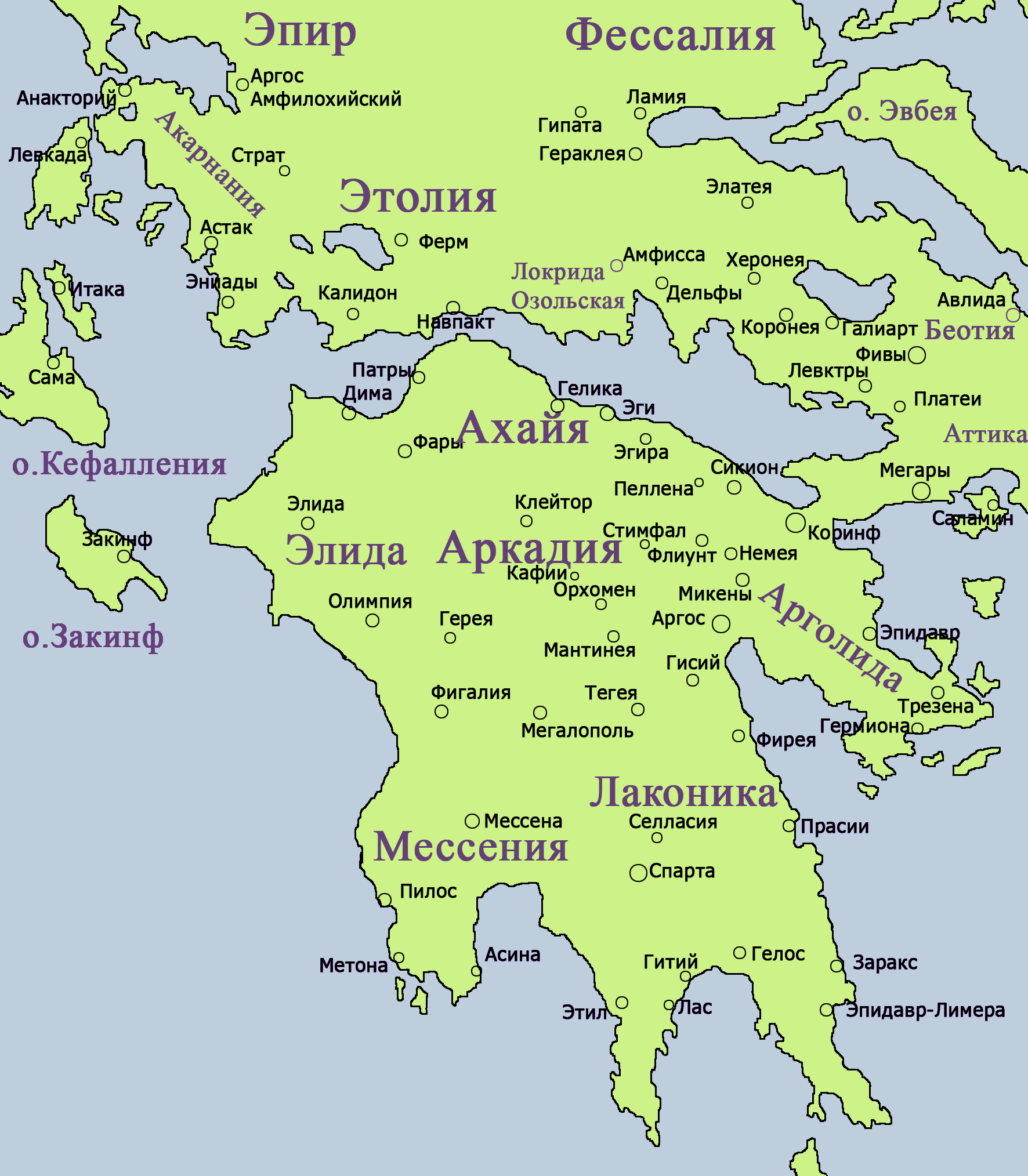
Пелопоннес и Средняя Греция в древности

Фукидид впервые упоминает Никия, повествуя о событиях середины лета 427 года до н. э. Никий был избран стратегом на 427/426 год до н. э. и возглавил экспедицию на принадлежащий Мегарам остров Миноя. Никий захватил его и поместил в этом важном стратегическом пункте афинский гарнизон.
В 426 году до н. э. Никий был отправлен с флотом против Мелоса. Ему дали 60 кораблей и 2000 гоплитов. Мелос занял нейтральную позицию в Пелопоннесской войне и отказывался вступить в Афинский морской союз, как это сделали многие жители других островов Эгейского моря. Афиняне начали разорять земли Мелоса, но мелосцы всё равно отказались подчиниться, и Никий не стал осаждать главный город острова. После этого он во избежание упрёков со стороны афинского народа решил добиться какой-нибудь более значительной победы и отплыл к Оропу. Там афинские гоплиты высадились, соединились с подкреплением под командованием других стратегов и нанесли поражение ополчению Танагры. Затем флот Никия разорил побережье Локриды. Хотя на этот раз Никий не одержал решительную победу, но он вернулся со значительной добычей, а его авторитет возрос. В том же году Никий принял наряду с другими стратегами участие в священном посольстве на Делос.
Никий был избран стратегом и на следующий, 425/424 год до н. э. Афинский флот под командованием Демосфена, Софокла и Эвримедона направлялся к Керкире. Демосфен предложил захватить и укрепить городок Пилос на юго-западной побережье Пелопоннеса, в Мессении. Пилос был захвачен и превращён в опорный плацдарм Афин на территории Спарты. В этот важный стратегический пункт стали стекаться из окрестностей мессенские илоты, враждебно относившиеся к спартиатам. Спартанцы сначала не придали этому особого значения, но когда стало ясно, что афиняне изменили свою стратегию краткосрочных рейдов на стратегию создания укреплённых пунктов на Пелопоннесе, они отправили морем спартанский отряд, которому удалось занять островок Сфактерию, закрывавший входы в Пилосскую бухту. На помощь Демосфену прибыло подкрепление, в морском сражении победили афиняне, а на Сфактерии был окружён отряд из 420 спартанских гоплитов. Осада острова затянулась, афиняне не решались на штурм, и в афинском народном собрании разгорелись дебаты между Никием и Клеоном. Клеон заявил, что афинянам не следует мешкать, а следует немедленно отправить подкрепление к Пилосу и захватить Сфактерию. Никий же упрекал его в том, что из-за него были упущены благоприятные возможности для выгодного мира со Спартой, и подчеркивал трудности захвата Сфактерии. Он не желал ввязываться в рискованную операцию и ставить под угрозу свою репутацию никогда не терпящего поражения полководца. Клеон говорил, что если бы он сам был стратегом, то быстро одержал бы победу. Тогда Никий «объявил, что… Клеон может взять сколько угодно кораблей и выступить в поход». Клеон решил, что Никий блефует, и согласился принять командование на себя, ожидая, что его оппонент возьмёт свои слова обратно. Но Никий отнюдь не шутил, и народное собрание настояло на назначении Клеона. Тогда он согласился и заявил, что в двадцатидневный срок он привезёт спартанцев в Афины живыми или перебьёт их всех на Сфактерии. Как было оформлено назначение Клеона, неизвестно. Он не был избран стратегом на этот год, но возможно, для него было сделано исключение в виде некой экстраординарной магистратуры, например, одиннадцатого стратега. Клеон действительно выполнил своё обещание, хотя и с помощью Демосфена. В Афины было привезено 292 пленных спартанских гоплита, а остальные были убиты. Эта была самая успешная для афинян операция за всё время Пелопоннесской войны.
Сразу же после возвращения Клеона Никий вместе с другими стратегами возглавил рейд в Коринфию. В этом походе приняла участие и пехота, и конница. Особенностью экспедиции было использование специально оборудованных кораблей для транспортировки отрядов конницы. Использование кавалерии имело определённую социальную направленность: афинские всадники, знатные аристократы, не принимали ранее участия в Пелопоннесской войне, так как стратегия Перикла не предполагала активных военных действий на суше, а теперь всадники получили возможность поучаствовать в военных действиях, что подтверждало важность конницы в военной стратегии Афин.
428/427 г. до н. э. (?) 
 427/426 г. до н. э. 
 426/425 г. до н. э. 
425/424 г. до н. э. 
424/423 г. до н. э. 
 423/422 г. до н. э.
422/421 г. до н. э. 
 421/420 г. до н. э.
418/417 г. до н. э.  
416/415 г. до н. э. 
415/414 г. до н. э. 
414/413 г. до н. э. 
413/412 г. до н. э. (погиб в 413 г. до н. э.)
Афиняне нанесли поражение коринфянам возле Солигеи (др.-греч. Σολύγεια, лат. Solygea), но при появлении более значительных коринфских сил они отступили на корабли. Затем афиняне разорили другую часть Коринфии и оставили гарнизон в Метане (неподалёку от Эпидавра). Этот афинский рейд был довольно успешным: в бою пало 212 коринфян и менее 50 афинян, была опустошена часть коринфских земель и оставлен гарнизон в Метане.
Летом 424 года до н. э. Никию удалось добиться крупного успеха, сопоставимого с взятием Пилоса Демосфеном. Афинский флот под командованием Никия, Никострата и Автокла напал на остров Кифера, расположенный у южного побережья Лаконии. Периэки Киферы вступили в переговоры с Никием и сдали ему остров при условиях, что они останутся в живых и не будут изгнаны с острова. Мягкость Никия способствовала успешному окончанию переговоров. На Кифере был оставлен афинский гарнизон.
Перевес в войне оказывался на стороне Афин, а положение Спарты ухудшалось. В этих условиях спартанцы решили изменить тактику. Старая тактика ежегодных вторжений в Аттику не оправдала себя (к тому же, новое вторжение в Аттику было невозможно — тогда афиняне казнили бы пленённых на Сфактерии спартанцев), и спартанцы решили перехватить у афинян стратегически важные позиции на северном побережье Эгейского моря. Спартанский отряд под командованием Брасида появился на Халкидике. Входившие в Афинский морской союз города Халкидики начали добровольно переходить на сторону Спарты, а другие Брасид брал силой. Была потеряна важная афинская колония Амфиполь. Для афинян такие действия оказались полной неожиданностью. В народном собрании вновь заговорили о мире, и политическое влияние Никия стало возрастать. В 423 году до н. э. было заключено перемирие со Спартой.
Однако Брасид продолжал успешные действия на северном побережье Эгейского моря, и для противодействия ему было решено послать эскадру под командованием Никия, который был избран стратегом на 424/423 год до н. э. Под его предводительством было 50 кораблей, 1000 афинских гоплитов, 600 лучников, 1000 фракийских наемников. Афиняне взяли Менду (вследствие внутренних раздоров в городе) и осадили Скиону, но эти успехи не были решающими и не способствовали удачному для афинян исходу кампании. Поэтому на смену ему был отправлен Клеон. Однако в битве при Амфиполе победили спартанцы, а Клеон был убит. На поле боя пал и Брасид, который был в Спарте сторонником войны.
После смерти двух главных сторонников войны в обоих государствах всё более нарастали мирные настроения. Переговоры о мире возобновились. После смерти Клеона Никий упрочил своё влияние и стал на некоторое время ведущим политиком Афинского государства. В 421 году до н. э. был заключён мирный договор, который получил название Никиева мира, так как Никий был главным его инициатором. Вскоре после этого спартанцы предложили афинянам заключить союз, и к мирному договору был добавлен договор о союзе. Заключение мирного договора было пиком политической карьеры Никия.

## Никий против Алкивиада

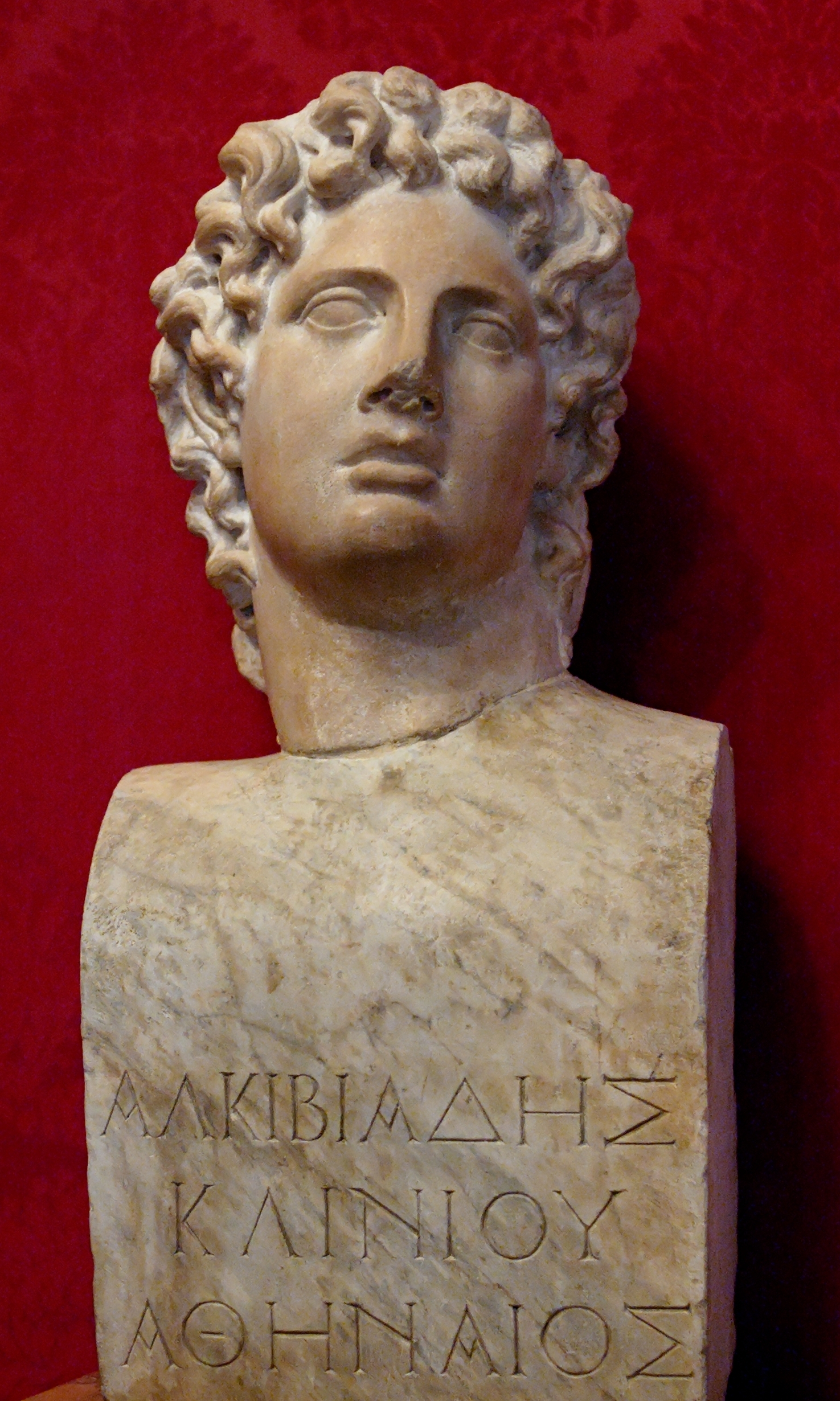
Бюст Алкивиада

Никиев мир не устранил противоречий, приведших к войне, и лишь возвращал стороны к положению до начала войны. Мир был непрочным и завершил собой только первый этап Пелопоннесской войны. Коринфяне и беотийцы отказались присоединиться к мирному договору, что вызывало недовольство афинян, а в Пелопоннесском союзе возникли серьёзные разногласия. Обе стороны не вернули друг другу многие захваченные территории — Амфиполь стал независимым полисом, Фивы оставили за собой Платеи, афиняне продолжили держать гарнизон в Пилосе в ответ на то, что фиванцы и спартанцы вернули Панакт разрушенным. На фоне недовольства спартанцами начал свою политическую деятельность Алкивиад, который выступил сторонником возобновления военных действий. При этом им руководили личные причины. Алкивиад был недоволен тем, что спартанцы вели переговоры не через него, хотя он был спартанским проксеном, а через Никия. Так началась ещё и политическая борьба Алкивиада и Никия. Никий был сторонником мира со Спартой, Алкивиад — сторонником войны. Алкивиад завидовал Никию и его авторитету.
В том же году он был избран стратегом и пять лет подряд переизбирался на эту должность. Находясь в этой должности, он уже в первый год стратегии смог круто изменить внешнюю политику Афин. Бывшей популярной ранее тенденции к мирным отношениям со Спартой он предпочёл вражду с ней. Для этого он начал искать союзников на Пелопоннесе. Ему удалось заключить союз с Аргосом, извечным врагом Спарты. Затем к этому союзу присоединились ещё два бывших спартанских союзника — Мантинея и Элида.
Создание этой коалиции было первым крупным дипломатическим успехом Алкивиада. Союз позволял Афинам создать плацдарм на Пелопоннесе и подчинять своему влиянию другие города. В то же время Никиев мир по-прежнему был в силе, и ситуация складывалась двусмысленной. Чтобы прояснить ситуацию, спартанцы отправили послов в Афины. Однако Алкивиад дискредитировал послов перед народным собранием и сорвал их миссию. Никий с большим трудом отговорил спартанцев от немедленного разрыва мирного договора.
В 419 году до н. э. афиняне по инициативе Алкивиада обвинили спартанцев в нарушении условий мира и объявили их агрессорами, хотя на самом деле всё было наоборот. В 418 году до н. э. войска коалиции (Аргос, Мантинея, Аркадия, Афины) были наголову разбиты в битве при Мантинее; в городах Пелопоннеса восторжествовали сторонники союза со Спартой, и установилась олигархия. Демократический альянс распался, а большинство его членов вновь вошли в Пелопоннесский союз.
После поражения при Мантинее влияние Алкивиада несколько упало, а влияние Никия возросло. Последний был избран стратегом и должен был возглавить экспедицию против Амфиполя, запланированную на весну 417 года до н. э. Однако в последний момент выяснилось, что нельзя рассчитывать на помощь македонского царя Пердикки, и поход пришлось отменить.
Противостояние Никия и Алкивиада привело к последнему остракизму в афинской истории. Остракофория была проведена по инициативе демагога Гипербола. И Никий, и Алкивиад достигли в полисе влиятельного положения, которое могло показаться народу опасным. По замыслу Гипербола, афиняне должны были изгнать или Алкивиада, или Никия. Однако они «сговорились и, объединив силы своих сторонников, обратили остракизм против самого Гипербола». Именно такой исход оказал решающее влияние на прекращение практики остракизма. Точная дата остракофории неизвестна. Из биографий Плутарха можно узнать, что эта остракофория произошла в период между битвой при Мантинее (418 год до н. э.) и началом Сицилийской экспедиции (415 год до н. э.). То есть, остракофория произошла весной 417, 416 или 415 года до н. э. Наиболее популярной в историографии была дата 417 г. до н. э. на основании данных из исторического труда Феопомпа. Фукидид упоминает об остракизме Гипербола, рассказывая о его убийстве в 411 году до н. э.. Сам факт сговора Никия и Алкивиада подвергается сомнению современными историками. Сторонники Никия и Алкивиада, даже объединившись, не могли повлиять на исход голосования ввиду своей малочисленности (это бы дало в сумме лишь 100—150 голосов). Таким образом, должно было произойти какое-то событие, побудившее большинство афинян проголосовать за остракизм Гипербола.
Зимой 416/415 года до н. э. в Афины прибыли послы из сицилийского города Эгесты. Они просили военной помощи афинян. Афиняне положительно отнеслись к этому предложению и отправили послов на Сицилию. В феврале или марте афинское посольство возвратилось в Афины. Вскоре состоялось Народное собрание. На нём было принято решение отправить на Сицилию трёх стратегов-автократоров: Алкивиада, Никия и Ламаха. Алкивиад выступал самым решительным сторонником Сицилийской экспедиции. Никий, напротив, считал экспедицию «трудным делом» и уговаривал афинян отказаться от этой идеи. Однако на этом собрании Никий никак не воспротивился решению назначить его стратегом в экспедиции, которую он считал заранее обречённой на провал. Только через пять дней, на следующем собрании, Никий раскритиковал готовящуюся военную экспедицию. В результате афиняне решили ещё больше увеличить экспедиционные силы. Историк И. Е. Суриков предполагает, что в эти пять дней между одним народным собранием и другим произошла остракофория. На первом собрании и Алкивиад, и Никий как бы показали, что у них одна и та же позиция относительно Сицилийской экспедиции. В массе демоса наступило замешательство, вызванное тем, что они не понимали, против кого голосовать. Ранее, если бы они проголосовали за Алкивиада, то и за экспедицию на Сицилию, а если за Никия, то против экспедиции. Но теперь остракизм оказывался бесполезным, и в результате афиняне изгнали инициатора этой остракофории Гипербола.

## Сицилийская экспедиция

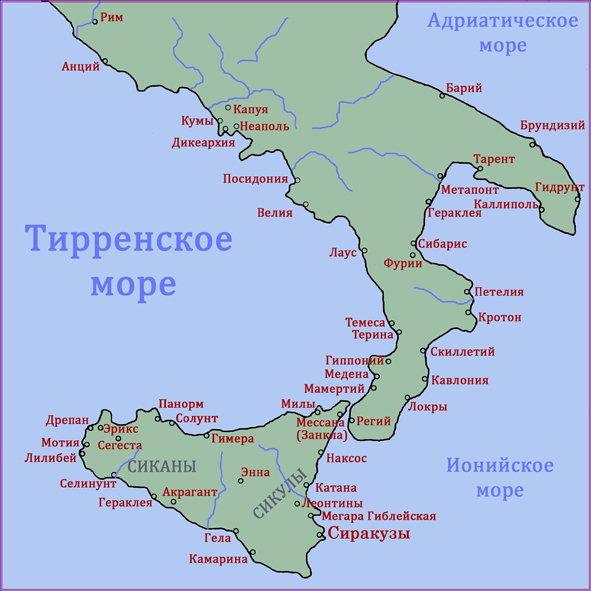
Сицилия и Южная Италия в древности

Алкивиад, Никий и Ламах отплыли в Сицилию на ста сорока триерах. Прибыв в Италию, афиняне взяли Регий. Затем они переправились на Сицилию и взяли Катану. На этом успешные действия Алкивиада закончились. За ним прибыл из Афин государственный корабль «Саламиния» с вызовом на суд. Он на своём корабле вместе с «Саламинией» отплыл из Сицилии, якобы в Афины. Однако в Фуриях Алкивиад и его друзья высадились на берег и скрылись.
После отплытия Алкивиада Никий, согласно Плутарху, фактически стал главнокомандующим. Ламах же оказался в подчинении у более влиятельного Никия. Плывя вдоль побережья Сицилии, афиняне прибыли в Гимеру, но там их не приняли, и они поплыли дальше. Им удалось захватить город Гиккары, а затем Никий прибыл в Катану и попытался захватить маленький город Гелейскую Гиблу, но ему это не удалось.
В конце 415 года до н. э. афиняне начали готовиться к нападению на Сиракузы. Сиракузяне, заметив нерешительность афинян, прониклись к ним пренебрежением и стали планировать поход на Катану, где стояло афинское войско. Никий решил выманить сиракузскую армию подальше от города, в то время как афиняне на кораблях поплывут к Сиракузам и там займут удобные позиции для атаки на город. Он отправил гонца к сиракузянам, которым велел сообщить, что сторонники сиракузян в Катане готовы предать город, как только сиракузяне подойдут к городу. Сиракузяне выступили к Катане, а афиняне сели на корабли и, высадившись близ Сиракуз, разбили лагерь в удобном месте. На следующий день, когда сиракузяне вернулись из Катаны и выстроились в боевой порядок у стен города, Никий повёл афинян в наступление. В сражении сиракузяне потерпели поражение и отступили. Никий не воспользовался своей победой и через несколько дней уплыл в Наксос на зимние квартиры.
Зимой и весной 414 года до н. э. сиракузяне и афиняне искали союзников. Афинянам удалось заключить союз с несколькими сицилийскими городами, а сиракузяне отправили послов за помощью в Коринф и Спарту. В Спарте Алкивиад посоветовал отправить войско в Сицилию. Спартанцы согласились и послали к Сиракузам небольшой отряд под командованием Гилиппа.

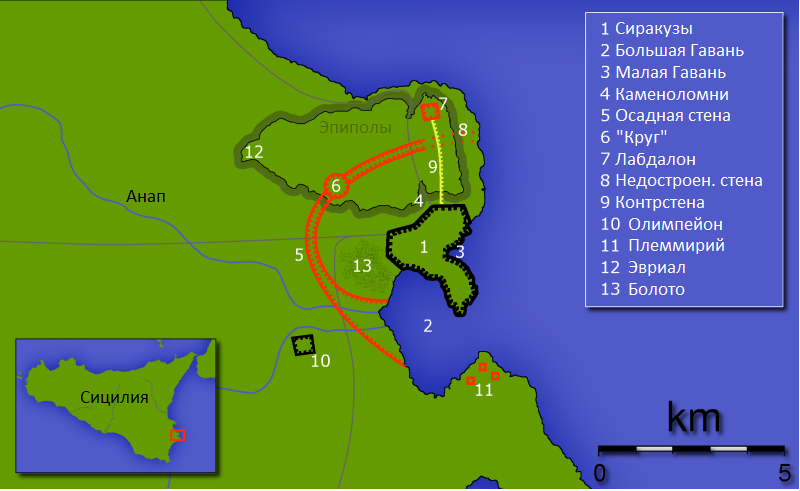
Осада Сиракуз

Летом 414 года до н. э. афиняне подошли к Сиракузам и осадили город. Никий занял Эпиполы и нанёс поражение сиракузскому войску. Затем он приказал строить осадные стены вокруг Сиракуз. Большая часть стены была построена в июне. Сиракузяне начали строить контрстену, чтобы помешать афинянам достроить их стену. В одной из стычек погиб Ламах.
К концу года Сиракузы были готовы сдаться, но после прибытия Гилиппа сиракузяне воспрянули духом. Ему удалось пройти в город, так как афиняне не достроили стену. При первой вылазке сиракузяне потерпели поражение, потому что Гилипп выбрал неудачное для конницы место битвы. Вторая вылазка была более удачной: афиняне потерпели поражение, а сиракузяне выстроили контрстену, лишив афинян возможности полностью окружить город.
В Афинах решили отправить подкрепление на Сицилию. Зимой к Сиракузам прибыли 10 кораблей под командованием стратега Эвримедона, а весной должен был прибыть Демосфен с 73 кораблями. Тем временем сиракузяне вступили в битву с афинянами на суше и на море. Они одержали победу на суше, взяв мыс Племмирий, но потерпели поражение на море, потеряв 14 кораблей из 80, в то время как афиняне потеряли только 3.
Сиракузяне, узнав о приближении Демосфена, решили дать бой афинянам. Гилипп и на этот раз хотел напасть одновременно с суши и с моря. Первый день сражения результатов не принёс. Так же закончился и второй день. На третий день сиракузяне застали афинян врасплох, когда они ещё не успели выстроиться в боевой порядок. Они одержали победу и принудили афинян отступить.
Тем временем в бухту вошёл флот Демосфена. Демосфен попытался разрушить стены Сиракуз с помощью осадных машин, но потерпел неудачу. Тогда он со всей армией предпринял ночное нападение на Эпиполы. Поначалу афиняне разбили несколько отрядов сиракузян, но, сражаясь в темноте, пришли в замешательство и были атакованы беотийскими гоплитами, и частью сброшены с крутого обрыва, частью обращены в бегство. После этого Демосфен стал настаивать на возвращении в Афины. Никий, боявшийся возвратиться в Афины без победы, возражал против этого. Демосфен и Эвримедон без согласия Никия стали готовиться к отступлению. Но когда всё уже было готово к отплытию, вечером 27 августа 413 года до н. э. произошло полное лунное затмение. Большинство воинов потребовало отсрочки отплытия на 27 дней, чтобы «дождаться конца следующего оборота луны».

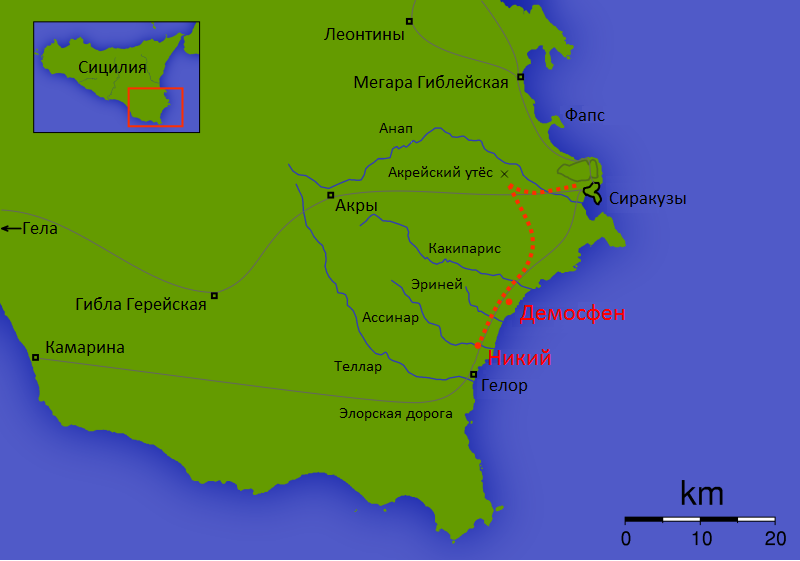
Отступление афинян

Узнав об этом решении афинян, сиракузяне решили разгромить противника. В морском сражении 3 сентября афиняне потерпели полное поражение, а Эвримедон погиб. После этой битвы сиракузяне загородили выход из гавани, где стояли афинские суда. Никий решил пойти на прорыв и посадил часть воинов на корабли. 7 сентября они попытались прорваться, но были разбиты и обратились в бегство. Теперь у афинян был только один выход — отступать по суше. Никий мог бы отступить ночью, но он промедлил, поддавшись на военную хитрость сиракузского предводителя Гермократа. Он тайно отправил к Никию своих людей, которые сообщили ему, что сиракузяне заняли все дороги и афинянам не следует отступать ночью. Утром отступление началось, но вскоре превратилось в бегство, так как сиракузяне преследовали, нападали, отрезали от афинского войска отряд за отрядом и разбивали их поодиночке. Был разбит отряд Демосфена, а сам он взят в плен. Затем Гилипп напал на отряд, возглавлявшийся Никием. Тот был вынужден сдаться, пав в ноги Гилиппу, со словами: «Пощады, Гилипп, вы победили! Нет, не за себя прошу, прославившего своё имя столь великими несчастьями, а за остальных афинян. Вспомните, что на войне беда может случиться со всяким и что афиняне, когда им сопутствовала удача, обошлись с вами благосклонно и мягко». Гилипп, тронутый словами Никия, поднял его с земли, постарался его успокоить и отдал приказ прекратить резню. Пленные были приведены в Сиракузы. Там Никия и Демосфена приговорили к казни, несмотря на возражения Гилиппа, который хотел привезти их в Спарту, а рядовых воинов обратили в рабство и заставили трудиться на сиракузских каменоломнях.

## Личность

### Личная жизнь
У Никия было два младших брата, Евкрат и Диогнет, тоже получившие крупное наследство от отца Никерата. Никий был значительно старше их. Возможно, Евкрат и Диогнет были детьми от второго брака Никерата, причём не на афинянке родом, так как схолиаст в примечании к «Лисистрате» Аристофана сообщает, что Евкрат высмеивался как «ксенос» («чужой»). Оба его брата входили в группировку Никия, участвовали в политической жизни, побеждали в хорегиях. Евкрат был стратегом в 412/411 году до н. э. После смерти старшего брата они стали в какой-то степени его преемниками на политической арене.
Никий имел сына, Никерата-младшего, который унаследовал его имущество. Впрочем, теперь оно было значительно меньше, чем при Никии. Согласно Лисию, в последние годы жизни Никерата-младшего его имущество оценивалось не более чем в 14 талантов.
После установления режима Тридцати тиранов в 404 году до н. э. на семью Никия в числе прочих обрушились репрессии. Никерат и Евкрат были арестованы и казнены, а Диогнету удалось бежать. Последний скончался вскоре после восстановления демократии в 403 году до н. э.
В первые годы IV века до н. э. сыновьям Евкрата пришлось на суде бороться за то, чтобы у них не конфисковали имущество. К этому делу написал речь оратор Лисий. Исход процесса неизвестен.

### Политические взгляды
Аристотель писал:
«После смерти Перикла во главе знатных стоял Никий — тот самый, который погиб в Сицилии; во главе народа — Клеон, сын Клеенета…»
Если воспринимать этот пассаж буквально, то выходит, что Никий являлся лидером аристократической группировки в Афинах и преемником Фукидида, сына Мелесия. Однако это неверно: между Фукидидом и Никием нет никакой преемственности. К тому же, Никий происходил из незнатной семьи. Здесь Аристотель упрощает ситуацию, рассматривая политическую жизнь в Афинах сквозь призму дихотомии «демократы — олигархи». Американский историк А. Уэст утверждал, что Никий являлся сторонником демократии, как и Клеон. «Следует понимать, — писал Уэст об Афинах V века до н. э., — что партий в современном смысле не существовало. За исключением кучки реакционных олигархов, все граждане были демократами». В западной историографии Никия обычно относят к «умеренным», то есть он не одобрял радикализации демократии и нарастания олигархических тенденций.

### Религиозные взгляды
В источниках подчёркивается такая черта характера Никия, как благочестие. Он благоговел перед богами и верил прорицаниям. Кроме того, Никий ежедневно приносил жертвы, держал у себя прорицателя и советовался с ним насчёт общественных дел (или делал вид, что советовался).
Во время экспедиции в Коринфию в 425 году до н. э. произошёл эпизод, описанный Плутархом, показывающий благочестие Никия:
«Случилось так, что афиняне оставили там непогребёнными трупы двоих воинов. Как только Никий об этом узнал, он остановил флот и послал к врагам договориться о погребении. А между тем существовал закон и обычай, по которому тот, кому по договорённости выдавали тела убитых, тем самым как бы отказывался от победы и лишался права ставить трофей — ведь побеждает тот, кто сильнее, а просители, которые иначе, чем просьбами, не могут достигнуть своего, силой не обладают. И всё же Никий предпочитал лишиться награды и славы победителя, чем оставить непохоронёнными двух своих сограждан.»

### Полководческие способности
Несмотря на такие черты характера, как необщительность, нерешительность, излишнее благочестие, Никий является одним из самых видных греческих полководцев второй половины V века до н. э. Он занимал должность стратега ещё во времена Перикла и вместе с ним, но стал известным и авторитетным полководцем на первом этапе Пелопоннесской войны, известном как Архидамова война. Командуя армией, Никий старался не ввязываться в рискованные операции и давать сражение только тогда, когда был уверен в собственной победе. Плутарх писал:
«…Никий старательно уклонялся от руководства длительными и тяжелыми походами, а когда принимал на себя командование, то прежде всего думал о безопасности и, как и следовало ожидать, в большинстве случаев с успехом завершал начатое, однако подвиги свои приписывал не собственной мудрости, силе или доблести, но все относил на счет судьбы и ссылался на волю богов, дабы избегнуть зависти, которую навлекает на себя слава.»
В военной сфере Никий подражал Периклу. Как и он, Никий предпочитал действовать осторожно, заботиться о безопасности и давать сражение только тогда, когда уверен в собственной победе. Возможно, Никий сознательно ему подражал. Кроме того, он поддерживал стратегию Перикла, которую афинский лидер предложил для Пелопоннесской войны. Эта стратегия предполагала оборону на суше и активные военные действия на море.